# Чорноморське козацьке військо
Чорномо́рське коза́цьке ві́йсько — козацьке військове формування в Російській імперії 18—19 століть. Створене у 1787 з частини Запорозьких козаків, яка не втекла за Дунай.
У 1792 військо переселили на Кубань.
У 1860 перейменоване в Кубанське козацьке військо (після приєднання до нього частини кавказьких лінійних козаків).

## Передумови виникнення
У 1774, після підписання Кючук-Кайнарджійського договору, Російська імперія разом із фактичним контролем над Кримом отримала вихід до Чорного моря. Оскільки Річ Посполита перебувала у стані занепаду та вже почалися її поділи, то подальша необхідність в існуванні українських козаків на їхніх історичних землях для Російської імперії відпала. Водночас збереження традиційного способу життя козаків призводило до конфліктів із російською владою. Керуючись відповідним наказом Катерини II, князь Григорій Потьомкін у червні 1775 наказав генералу Петру Текелі знищити Запорозьку Січ. Відтак близько 5 000 запорозьких козаків пішли до гирла Дунаю, утворивши там Задунайську Січ під протекторатом османського султана. Решта 20 000 козаків вбудована до російської армії.

## Створення
Організація та швидке зміцнення Задунайської Січі вимагало від Російської імперії організації якоїсь протидії. Адже існування «Січі за Дунаєм» викликало щораз більші симпатії в українського населення, зміцнювала військову потугу Османської імперії й паралізувала участь українців у російсько-турецьких війнах на боці Росії.
Князь Григорій Потьомкін спочатку намагався силою стримати еміграцію козацтва за Дунай та на Забужжя, але марно. Тоді Катерина II маніфестами від 5 травня 1779 і 27 квітня 1780 звернулася до козаків уже з проханням повернутись у рідний край, обіцяючи дати кожному з них землю та службу за російськими чинами. Ефект був той самий.

Хоругва Чорономорського козацького війська (1788)

У 1781–1783 сталося антиросійське повстання у Кримському ханстві. Князь Григорій Потьомкін розіслав по колишніх запорозьких землях заклики до колишніх козаків зібратись у Херсоні, де з них будуть створені військові загони. Проте запорожці відгукувались неохоче. Зібралося близько 1000 козаків. Їхнім кошовим отаманом став військовий осавул Сидір Білий, а його помічником — колишній військовий суддя Війська Запорозького Антін Головатий.
6 квітня 1783 козаків офіційно взяли на російську службу як «Військо вірних козаків» (відповідний імператорський указ виданий 22 січня (2 лютого) 1783). Нове козацьке військо ділилося на кінне («комонне»), піхоту та флотилію.
«Війську вірних козаків» передали клейноди й іншу козацьку атрибутику, забрану російським урядом після розгрому Запорозької Січі у 1775. У війську відновили колишні старшинські посади, поділ на курені, козацький однострій. Під проводом Сидора Білого та Захарія Чепіги військо брало участь у російсько-турецькій війні 1787—1791.
Головний військовий штаб був розміщений в Олешках, де зібралися майже 12 000 козаків. Ці козацькі частини боролися проти османів під командою російського полководця Олександра Суворова. Під час війни 1787—1791 у різних операціях (битви під Кінбурном, Очаковом, Фокшанами, Римником, Хаджибеєм, Килією, Ізмаїлом, Мачином, Бендерами тощо) брали участь понад 42 000 українських козаків.
1788 — «Військо вірних козаків» перейменували на Чорноморське козацьке військо.

## Діяльність
1790 — князь Потьомкін за бойові подвиги у російсько-турецькій війні (1787—1792) виділив чорноморським козакам землі між Південним Бугом і Дністром аж до Чорного моря. Тоді ж козаки Чорноморського війська заснували 25 слобід, де оселилися близько 9.000 душ обох статей — зокрема, Слободзею (тепер Республіка Молдова), яка стала головним осередком війська.
Проте по закінченні війни російський уряд не захотів, щоби козацьке військо було дислоковане біля Правобережної України та Задунайської Січі. 20 лютого 1792 вийшов імператорський указ про те, що «добута від Порти Оттоманської земля між Бугом і Дністром прилучається до Катеринославської губернії». У війську з'явилося розчарування, стало зрозуміло, що козаки цю землю та привілеї не отримають.

## Переселення на Кубань

Прапори Чорноморського козацького війська: 1) військова хоругва 1788 року; 2) хоругва 1803 року, дарована Олександром І; 3) курінні значки 1788 року, даровані Катериною ІІ)

21 травня 1792 начальник імператорської канцелярії генерал-аншеф Каховський таємно наказав командувачу Чорноморського флоту адміралу М. С. Мордвінову терміново переправити Чорноморське козацьке військо на Кубань. 2 липня 1792 з цього приводу було оголошено і указ Катерини II: 
«Войско казачье Черноморское, собранное покойным генерал-фельдмаршалом, князем Потемкиным-Таврическим из верных казаков бывшей Сечи Запорожской в течении последней нашей с Портой Оттоманской войны многими мужественными на суше и водах подвигами показало опыты ревностного к службе нашей усердия и отличной храбрости. В воздаяние таковых сего войска заслуг Всемилостивейше пожаловали Мы оному в вечное владение состоящий в области Таврической остров Фанагорию, с землей между рекою Кубань и Азовского моря лежащего…».
Не всі козаки прийняли виселення на Кубань. Частина перейшла на Задунайську Січ.
25 серпня 1792 близько 4 000 козаків на 50 чайках і бригантині прибули в Темрюк. Козаків розмістили вздовж т. зв. Чорноморської кордонної лінії, яка проходила від р. Лаби правим берегом річки Кубані до Азовського моря. Головним завданням війська було охороняти лінію й брати участь у військових походах.
Загалом на Кубань морем і суходолом переселили 8 200 козаків, які заклали Кіш на Кубані і назвали його Катеринодаром, створили 40 куренів. До традиційних 38 запорозьких куренів, які зберегли свої назви, додали ще два — Катерининський та Бережанський. Загалом у 1792 разом із родинами на Кубань переселили майже 25 000 українців, яким виділено земельний фонд площею 30 000 км² між річками Кубанню та Єю.
На початках Чорноморське козацьке військо на Кубані територіально ділилося, за запорозьким звичаєм, на три паланки: Катеринодарську, Копильську (центр — Тамань) і Єйську (центр — Чебаклея).
Головний військовий штаб був у Катеринодарі, заснованому в 1793 (нині Краснодар, Російська Федерація).
За козаками спершу зберегли виборність військового уряду, але вже на початку 1797 від них відібрали права обирати старшину, і кошових отаманів почав призначати російський уряд.
У 1797 козаки, повернувшись з важкого «Перського походу» подали у військове управління прохання про грошові компенсації. Відмова у компенсаціях призвела до козацького повстання (так званий «Перський бунт»), який було жорстко придушено. Втім частина козаків змогла втекти до Вільної Сванетії, де оселилася у селах Мулахі і Мужалі. Поступово асимілювалися серед сванів, але нащадки козаків сберегли традиції вистригати чуба на голові. Також деякі елементи українського вбрання (жупан, кунтуш тощо) увійшли в ужиток сванів, на чому наголошують Кукаксин Дадешкеліані (син останнього сванетського князя Костянтина Дадешкеліані), Г. Лебединець та К. Устиянович. Ще наприкінці XIX ст. про свої українське походження пам'ятали роди Курдіані, Хергіані, Нігуріані.
У 1840-х курені чорноморського козацтва перейменовано на станиці (на донський зразок), які були об'єднані в 4 військові округи: Таманський, Катеринодарський, Бейсугський і Єйський.
Оселившись на Кубані, козаки вели господарську діяльність. У перші роки існування Чорноморського козацького війська на Кубані провідними галузями господарства були скотарство та рибальство, а від середини 19 ст. — хліборобство.
Козаки володіли значними угіддями. Спочатку розмір наділу козака не був реґламентований і діяв принцип вільного займання. У 1842 російський уряд запровадив принцип довічного землекористування відповідно до рангу: генерал — 1500 десятин, штаб-офіцер — 400, обер-офіцер — 200, рядовий козак — 30. Але здійснити переділ відповідно до норм не вдалося.
Чорноморське козацьке військо поповнювалось за рахунок переселення колишніх реєстрових козаків із Чернігівської та Полтавської губерній, колишніх слобідських козаків Харківської губернії, а також колишніх козаків реформованих українських козацьких військ: Усть-Дунайського, Азовського, Бузького, Катеринославського та ін. Основні переселенські кампанії відбулися у 1808–1811, 1820–1821, 1832, 1848–1849, під час яких з України переселено понад 77 000 осіб.
До 1860 козацькі війська на Кубані налічували близько 200 000 осіб. З них формувались військові підрозділи — 12 кінних полків, 3 піхотних батальйони, 4 батареї, 2 гвардійських ескадрони.
Чорноморське козацьке військо брало участь у всіх військових операціях, що їх вела Росія на Кавказі, та у Кримській війні 1853–1856 років.
У 1860 об'єднане з західною частиною Лінійного козацького війська (6 бригад) і перейменоване на Кубанське козацьке військо.
Впродовж майже століття чорноморське козацтво продовжило, хоч у дещо зміненій формі, традицію запорозьких козаків.

## Отамани кошові, військові та наказні Чорноморського війська

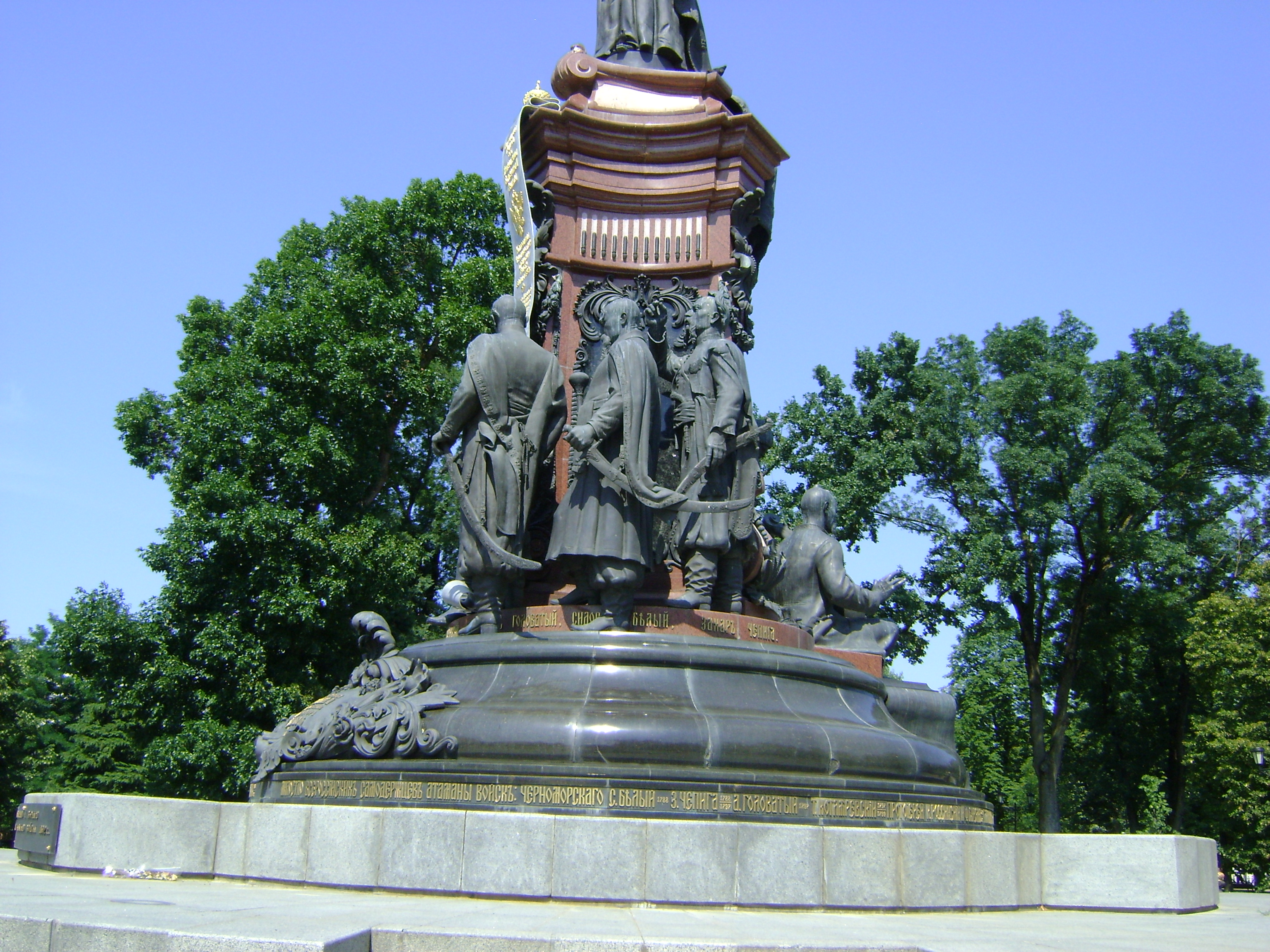
Кошові отамани Головатий, Білий і Чепіга на пам'ятнику Катерині ІІ в Краснодарі

На чолі Чорноморського козацького війська був завжди отаман. Спочатку, так само, як і на Запоріжжі, він мав найменування кошового отамана, і обирався самими козаками на козацькій раді. Але з 1797 російський уряд заборонив козакам цю демократичну процедуру, та почав призначати отаманів над чорноморцями власноручно. Відтепер отаман почав називатися військовим.
У 1827 уряд ще урізав козацькі права. Тепер отаманом усіх козацьких військ імперії вважався наслідник престолу з династії Романових, а справжній керівник над козацькою громадою мав титул наказного отамана, тобто «призначеного імператорським наказом». Лише деяка лібералізація режиму в імперії внаслідок революції 1905 року вперше дозволила зайняти посаду наказного отамана місцевому кубанському козаку-українцю, Михайлу Бабичу. Він і став останнім за часів Російської імперії наказним отаманом Кубанського війська. Після Жовтневого перевороту, літній Михайло Бабич був розстріляний більшовиками.
Кошові отамани:
- Сидір Білий (1781—1788)
- Захарій Чепіга (1788—1797)
- Антін Головатий (1788, 1797)

Військові отамани:
- Тимофій Котляревський (1797—1799)
- Федір Бурсак (1799—1816)
- Григорій Матвіїв (1816—1827)
- Олексій Безкровний (1827—1827)

Наказні отамани:
- Олексій Безкровний (1827—1830)
- Микола Завадовський (1830—1842)
- Григорій Рашпіль (1842—1852)
- Яків Кухаренко (1852—1855)
- Григорій Філіпсон (1855—1860)
- Лев Кусаков (1860—1861)

## Галерея

### Одяг та амуніція чорноморців

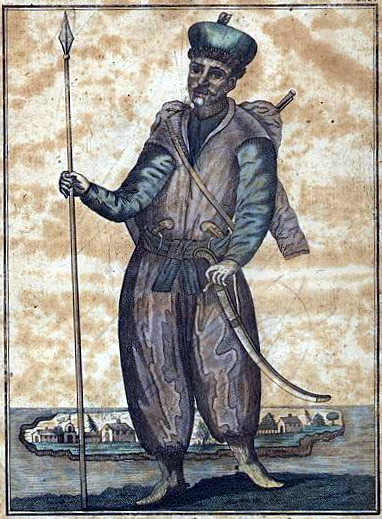
Чорноморець, 1781
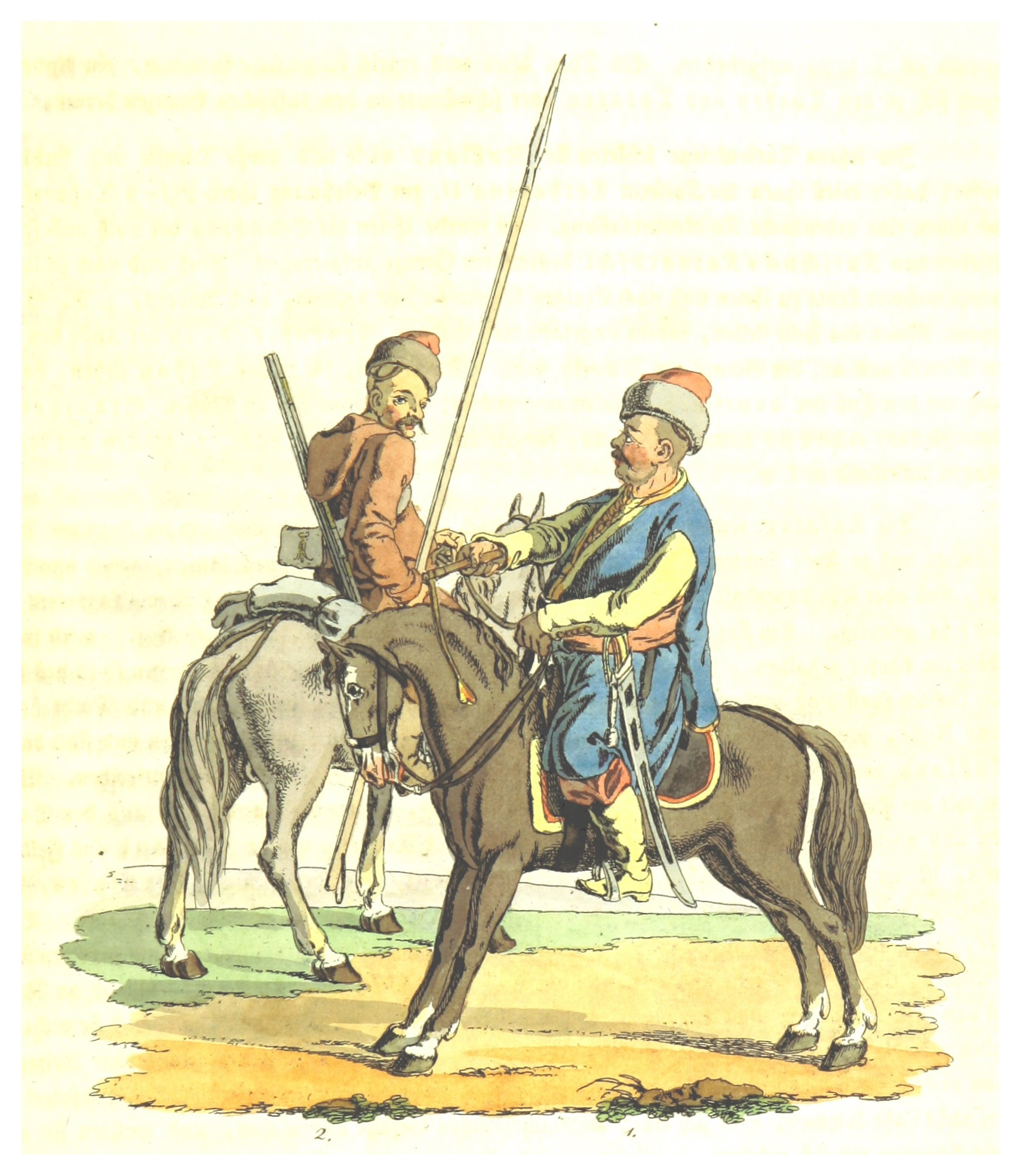
Козаки-чорноморці у 1804
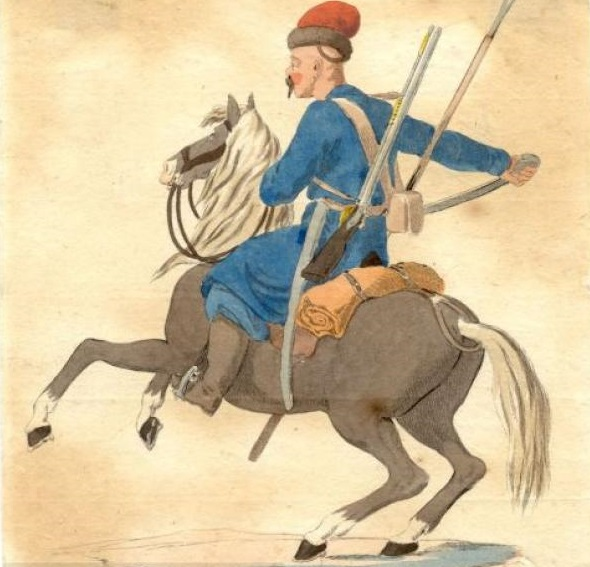
Чорноморець на коні, 1804
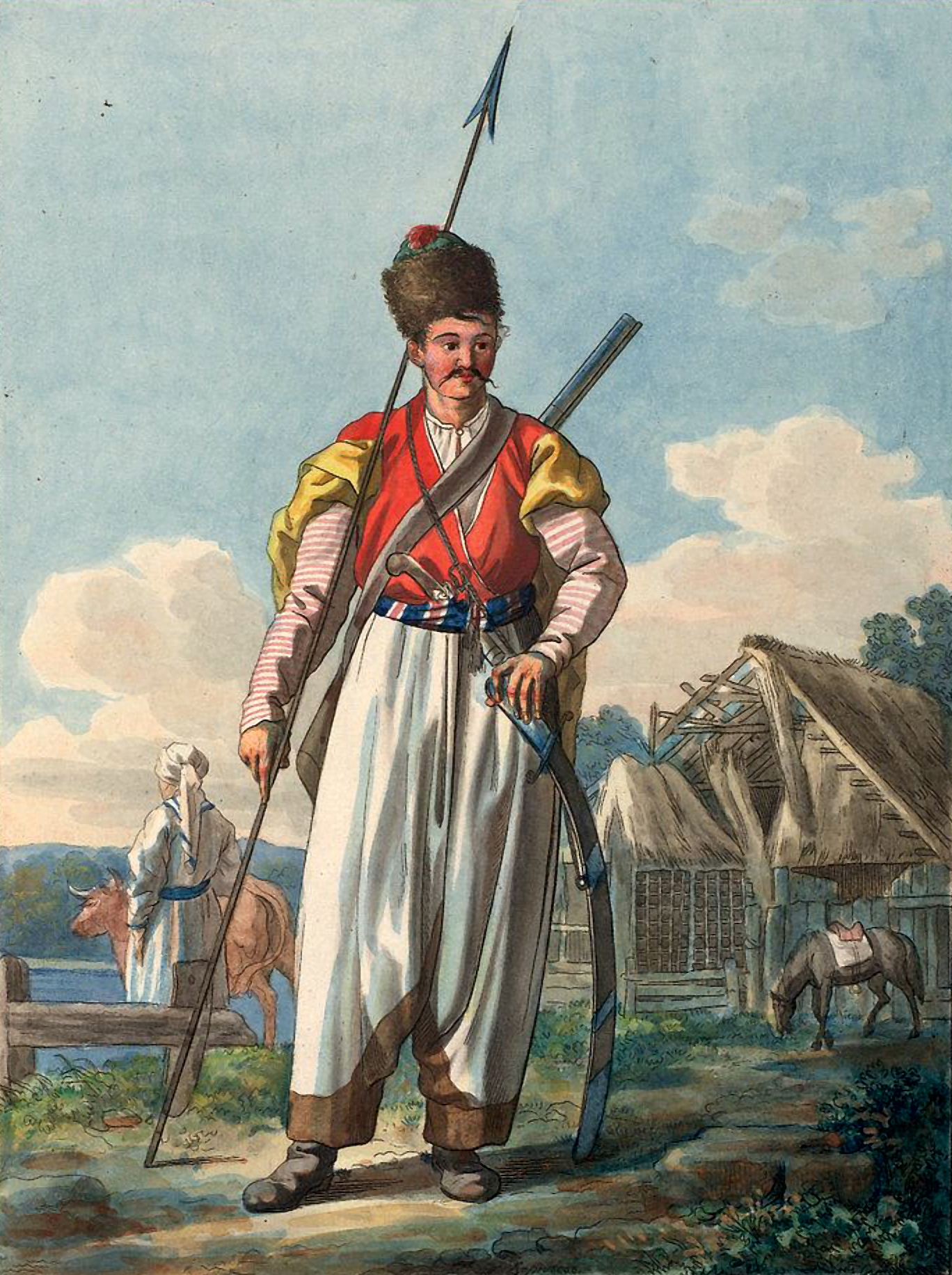
Чорноморський козак, 1812
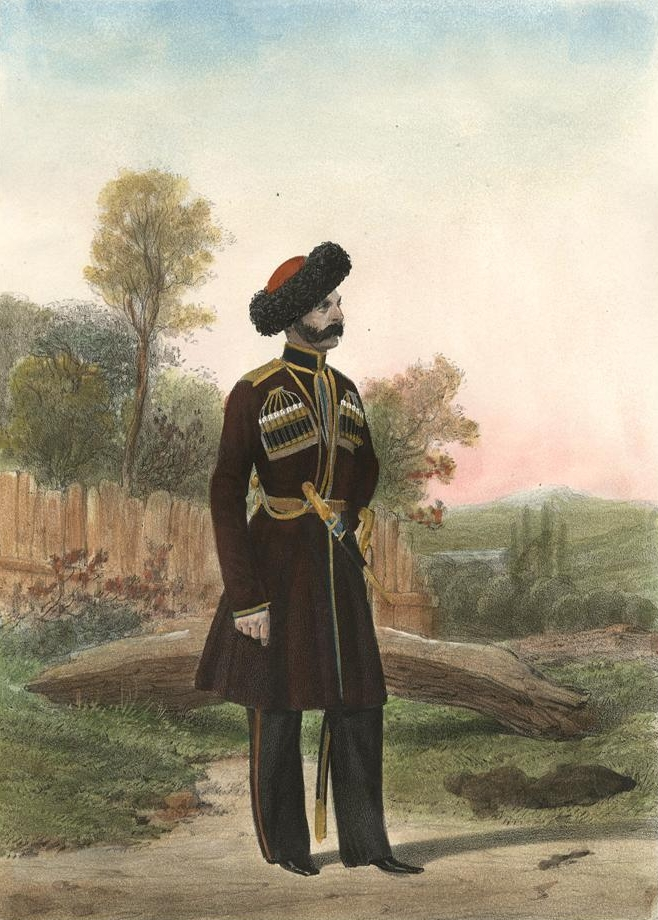
Козак-чорноморець кінно-артилерійських батарей, 1840-1845
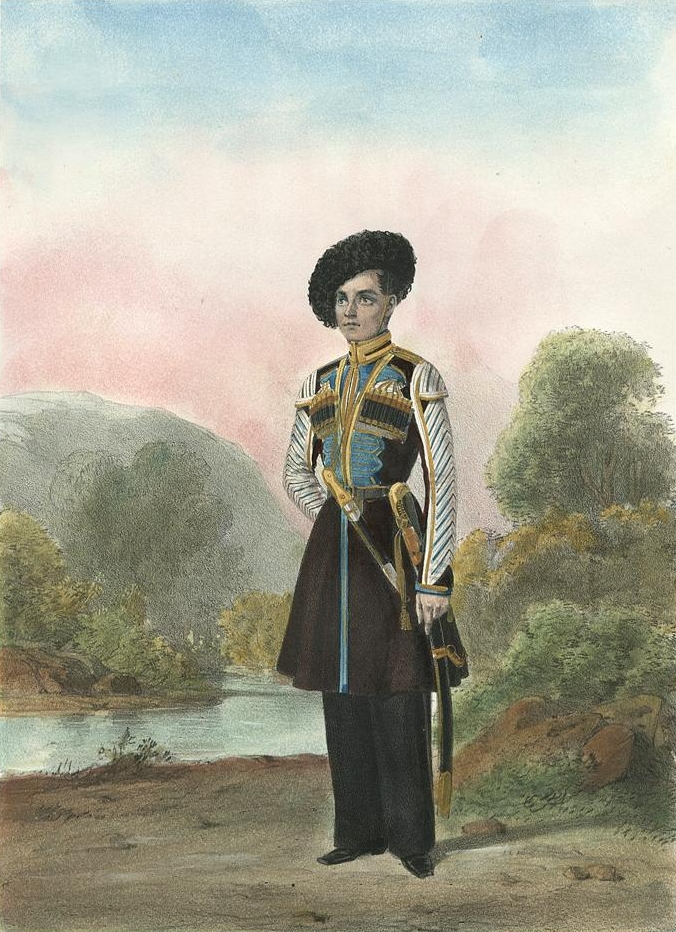
Трубач кінно-артилерійських батарей Чорноморського козацького війська, 1840-1845

### Поховання чорноморців

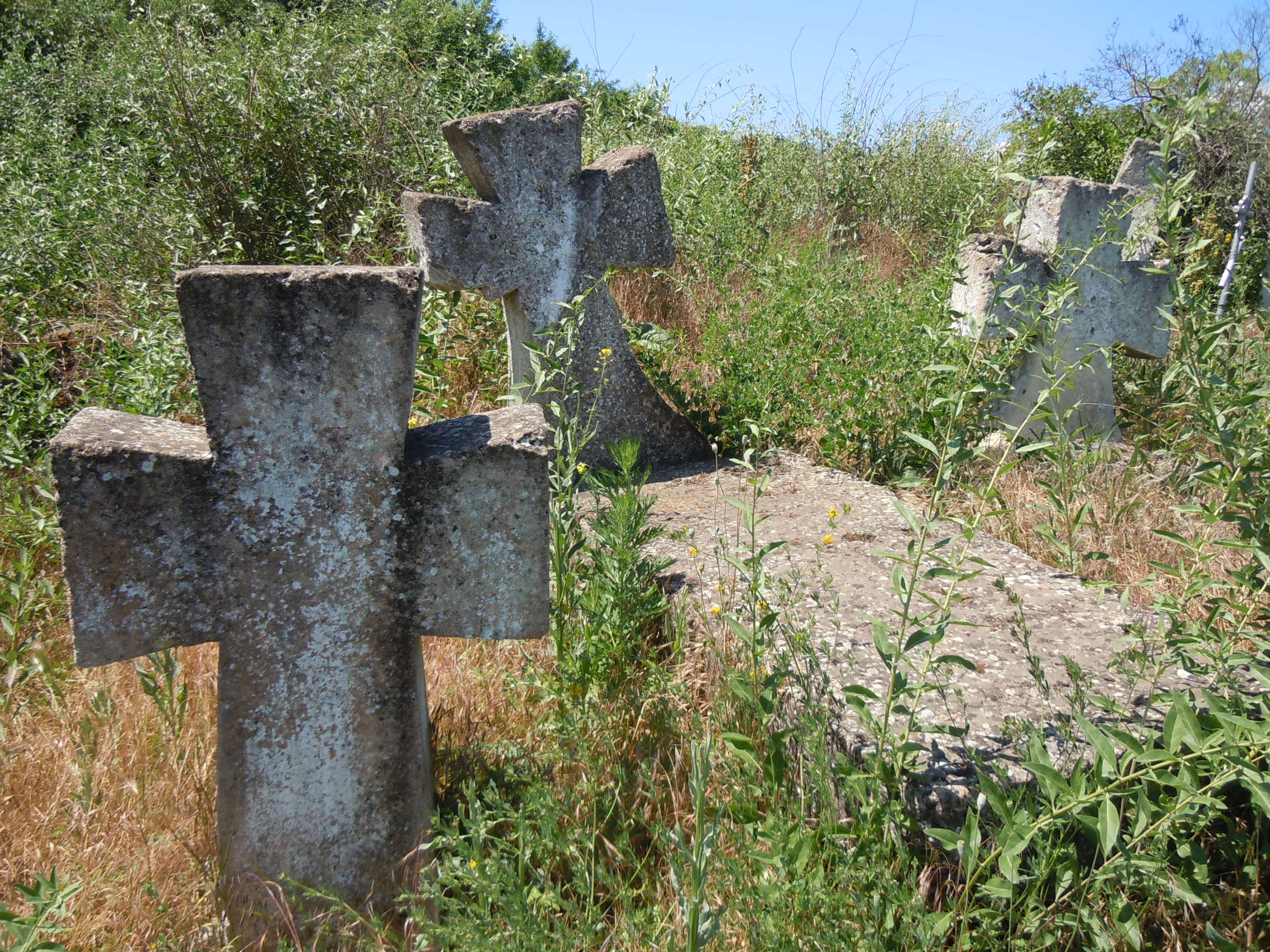
Поховання на Куяльницькому цвинтарі в Одесі
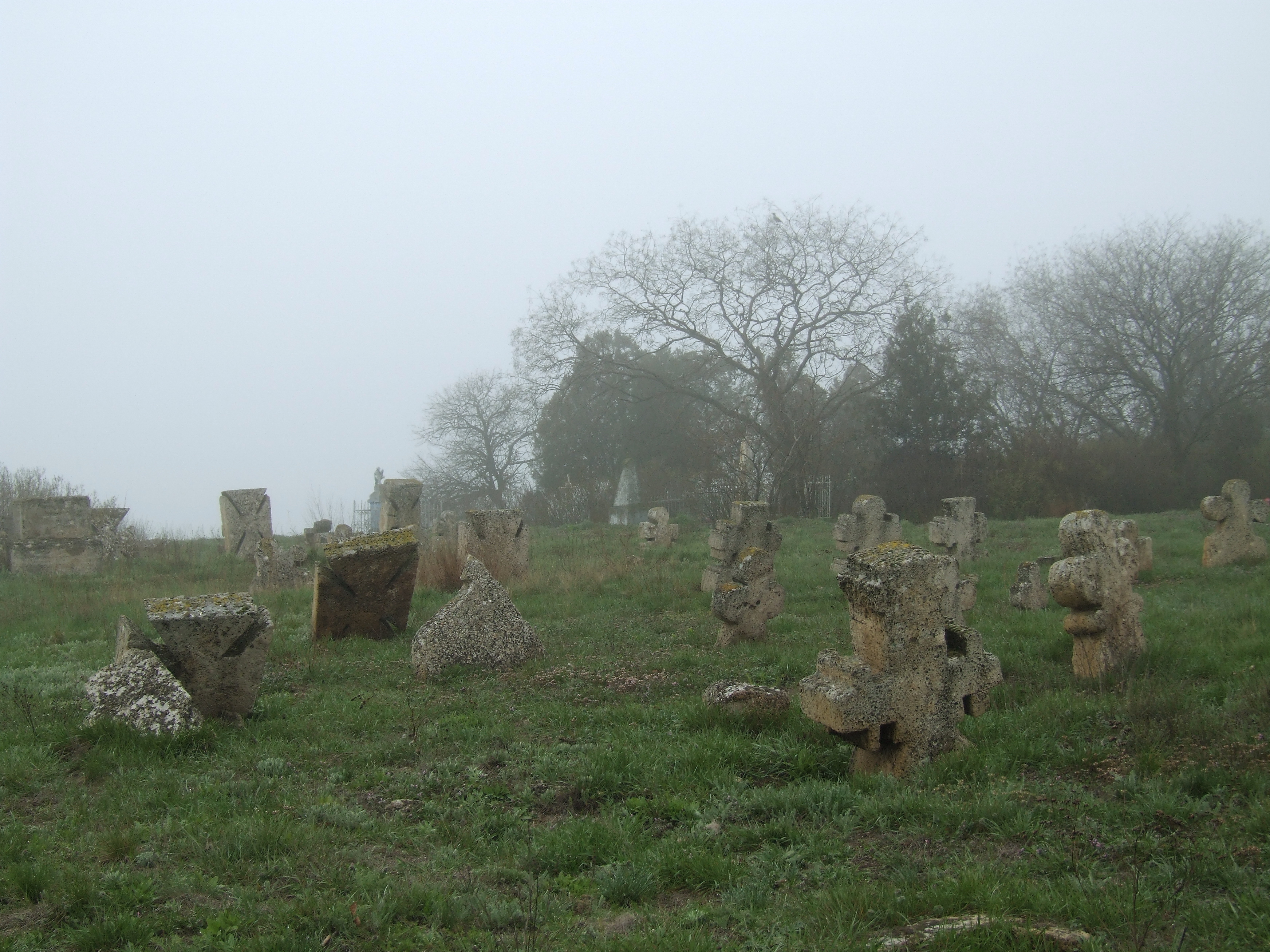
Козацький цвинтар у селі Григорівка, Одеська область
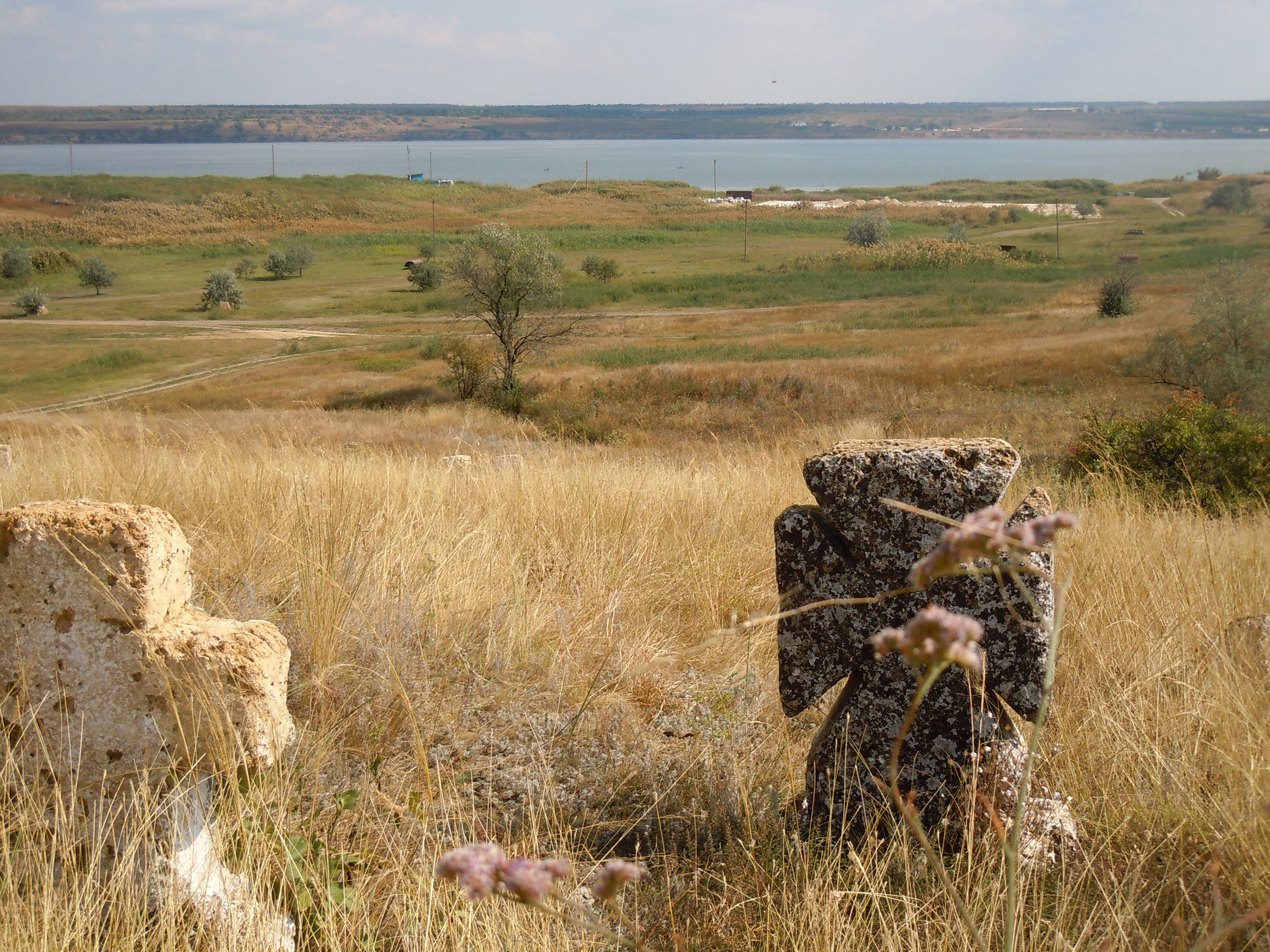
Курган із козацькими могилами біля села Богнатове, Одеська область
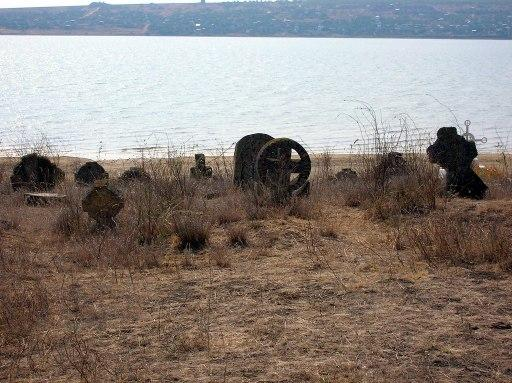
Покинутий козацький цвинтар у степу на узбережжі Хаджибейського лиману
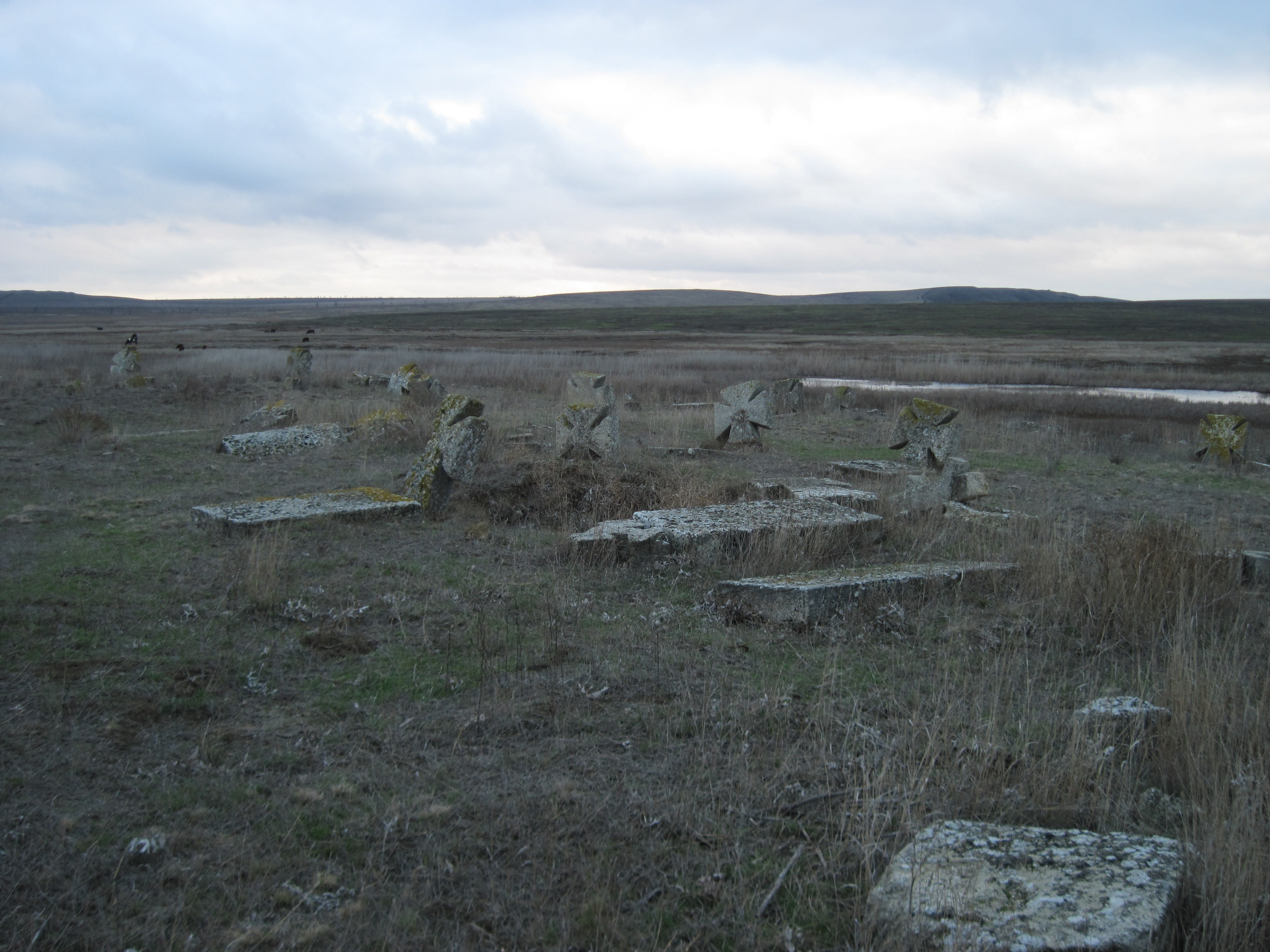
Цвинтар покинутого козацького села Рибне в Криму

## Вшанування пам'яті
- У місті Первомайськ Миколаївської Області є Вулиця Чорноморців, названа на честь Чорноморського козацького війська.
- Вулиця Чорноморського козацтва в Одесі.
- Прапор був використаний на обкладинці  пісні "Leekides on Ukraina" естонського гурту "Vennaskond"